# Bogata (Texas)
Bogata es una ciudad ubicada en el condado de Red River en el estado estadounidense de Texas. En el Censo de 2010 tenía una población de 1.153 habitantes y una densidad poblacional de 314,61 personas por km².

## Geografía
Bogata se encuentra ubicada en las coordenadas 33°28′11″N 95°12′49″O / 33.46972, -95.21361. Según la Oficina del Censo de los Estados Unidos, Bogata tiene una superficie total de 3.66 km², de la cual 3.66 km² corresponden a tierra firme y (0%) 0 km² es agua.

## Demografía
Según el censo de 2010, había 1.153 personas residiendo en Bogata. La densidad de población era de 314,61 hab./km². De los 1.153 habitantes, Bogata estaba compuesto por el 94.36% blancos, el 1.3% eran afroamericanos, el 1.39% eran amerindios, el 0.09% eran asiáticos, el 0% eran isleños del Pacífico, el 1.65% eran de otras razas y el 1.21% pertenecían a dos o más razas. Del total de la población el 4.6% eran hispanos o latinos de cualquier raza.